# Adelencyrtus
Adelencyrtus is een geslacht van vliesvleugeligen uit de familie Encyrtidae. De wetenschappelijke naam van dit geslacht is voor het eerst geldig gepubliceerd in 1900 door Ashmead.

## Soorten
Het geslacht Adelencyrtus omvat de volgende soorten:
- Adelencyrtus antennatus Compere & Annecke, 1961
- Adelencyrtus aulacaspidis (Brèthes, 1914)
- Adelencyrtus axillaris (Girault, 1915)
- Adelencyrtus bengalensis Hayat, 2010
- Adelencyrtus biannulatus Zhang & Shi, 2010
- Adelencyrtus bifasciatus (Ishii, 1923)
- Adelencyrtus bimaculatus Alam, 1972
- Adelencyrtus brachycaudae Xu & Shi, 1999
- Adelencyrtus chinensis Xu & Shi, 1999
- Adelencyrtus chionaspidis (Howard, 1896)
- Adelencyrtus coxalis Hayat, Alam & Agarwal, 1975
- Adelencyrtus depressus (Risbec, 1959)
- Adelencyrtus flagellatus Compere & Annecke, 1961
- Adelencyrtus funicularis Hayat, Alam & Agarwal, 1975
- Adelencyrtus inglisiae Compere & Annecke, 1961
- Adelencyrtus lagnebus Hayat, 2010
- Adelencyrtus longiclavatus Hayat, Alam & Agarwal, 1975
- Adelencyrtus mangiphila (Risbec, 1952)
- Adelencyrtus mayurai (Subba Rao, 1957)
- Adelencyrtus minutus (Girault, 1915)
- Adelencyrtus moderatus (Howard, 1897)
- Adelencyrtus noyesi Zhang & Shi, 2010
- Adelencyrtus oceanicus (Doutt, 1951)
- Adelencyrtus odonaspidis Fullaway, 1913
- Adelencyrtus orientalis Zhang & Shi, 2010
- Adelencyrtus orissanus Hayat, 2003
- Adelencyrtus perniciosus Xu & He, 2003
- Adelencyrtus plocus Noyes, 2023
- Adelencyrtus quadridentatus (Girault, 1915)
- Adelencyrtus quadriguttus (Girault, 1932)
- Adelencyrtus quinquedentatus (Girault, 1929)
- Adelencyrtus sarawaki Trjapitzin & Myartseva, 2001
- Adelencyrtus simmondsi Compere, 1947
- Adelencyrtus subapterus (Kurdjumov, 1912)
- Adelencyrtus tibialis Compere & Annecke, 1961